# The Pit and the Pendulum
The Pit and the Pendulum (O abismo e o pêndulo ou O poço e o pêndulo, em português) é um conto do escritor estadunidense Edgar Allan Poe. Escrito em 1842, descreve a crueldade dos seres humanos uns com os outros e examina o medo e a desesperança no ponto de vista da morte. A história é contada em primeira pessoa por um narrador sem nome. Esse conto faz parte do livro Tales of Mystery and Imagination ("Contos de Mistério e Imaginação").

## Sinopse
A história se passa na Espanha no contexto da Inquisição. Conta a história de um homem julgado e condenado por inquisidores que, após sentenciado, é atirado em um calabouço e submetido a intensa tortura; tanto física quanto emocional e psicológica.
O narrador é colocado em uma sala escura com paredes de metal e uma armadilha (o Poço) que faz em seu centro. Ele anda cuidadosamente pela sala, medindo-a e escapa por centímetros de uma morte dolorosa quando percebe o fundo buraco no chão. Cansado, dorme e quando acorda recebe comida e água, na qual estava contida alguma coisa que o fez cair no mais profundo sono.
Ao acordar, o narrador percebe as luzes acesas, podendo ver a sala onde ele se encontrava, que possuía desenhos das mais horríveis criaturas e demônios e se percebe amarrado à uma cama, sobre a qual se encontra um pêndulo de metal no formato de uma lâmina afiada. A princípio o curioso objeto se movimenta lentamente de um lado para o outro e longe de seu corpo, mas à medida que o tempo passa o mesmo lentamente cai na direção do peito do condenado. Ele escapa colocando carne na corda que amarrava seu corpo e deixava seu braço livre apenas para se alimentar, pois do abismo saíam vários ratos que roeram as cordas e o libertaram.
Nesse momento ele percebe que está sendo observado por seus torturadores porque o pêndulo, que havia ganhado muita velocidade e o cortado no peito, parou após sua salvação. Então as paredes de metal são aquecidas com fogo e o narrador mal consegue respirar. Elas começam a se unir forçando-o a se lançar no abismo, então, quando ele está prestes a fazê-lo um cavaleiro francês o resgata e a Inquisição acaba nas mãos de seus inimigos.

## Análise

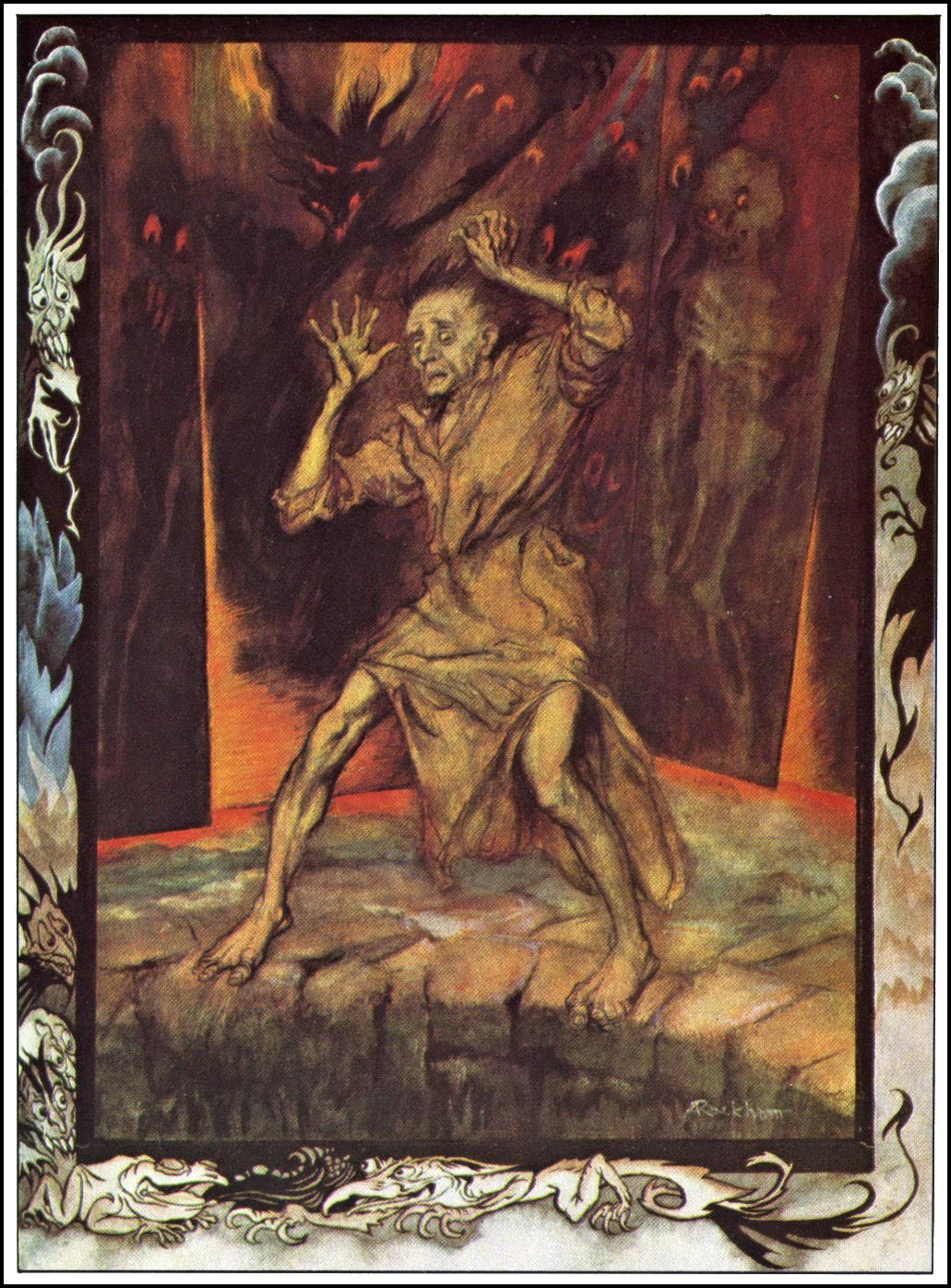
Ilustração de Arthur Rackham

"The Pit and the Pendulum" é um estudo do efeito que o terror tem sobre o narrador, começando com o verso de abertura, que sugere que ele já está sofrendo de ansiedade de morte ("Eu estava doente - doente até a morte com tanta agonia"). No entanto, há uma ironia implícita na referência aos juízes vestidos de preto terem lábios “mais brancos do que a folha em que traço estas palavras”, o que mostra que ele sobreviveu e está a escrever a história após os acontecimentos. Ao contrário de grande parte da obra de Poe, a história não contém elementos sobrenaturais. O "realismo" da história é reforçado pelo foco de Poe em relatar sensações: a masmorra está sem ar e sem iluminação, o narrador está sujeito à sede e à fome, ele é cercado por ratos, o pêndulo afiado como uma navalha ameaça cortá-lo e o as paredes de fechamento estão em brasa. O narrador experimenta a lâmina principalmente por meio do som, enquanto ela "silva" enquanto balança. Poe enfatiza esse elemento sonoro com palavras como "sobrecírculo", "cessação", "crescente" e "cimitarra", e várias formas de consonância literária .

## História de desenvolvimento
Poe estava seguindo um modelo estabelecido de escrita de terror de sua época, frequentemente visto na Blackwood's Magazine (uma fórmula que ele zomba em "A Predicament"). Essas histórias, no entanto, muitas vezes focavam em ocorrências fortuitas ou vingança pessoal como fonte de terror. Poe pode ter sido inspirado a focar na tortura impessoal proposital, em parte pela História da Inquisição Espanhola de Juan Antonio Llorente, publicada pela primeira vez em 1817. Também foi sugerido que o "poço" de Poe foi inspirado em uma tradução do Alcorão (Poe também fez referência ao Alcorão em "Al Aaraaf" e "Israfel") de George Sale. Poe conhecia Sale e até o mencionou pelo nome em uma nota em sua história "O Mil e Segundo Conto de Scheherazade". A tradução de Sale fazia parte de um comentário e, em uma dessas notas, refere-se a uma forma supostamente comum de tortura e execução, "jogando [pessoas] em um poço de fogo brilhante, de onde ele recebeu o apelido infame de Senhor do Poço." No próprio Alcorão, na Sura (Capítulo) 85, "Os Sinais Celestiais", uma passagem diz: "...amaldiçoados foram os criadores do poço, do fogo fornecido com o combustível... e eles os afligiram por nenhum outro razão, mas porque acreditaram no Deus poderoso e glorioso." Poe também é considerado influenciado por The Iron Shroud, de William Mudford, um conto sobre uma câmara de tortura de ferro que encolhe por ação mecânica e eventualmente esmaga a vítima em seu interior. Aparentemente, Poe teve a ideia da câmara de encolhimento em "The Pit and the Pendulum" depois que a história de Mudford foi publicada na revista Blackwood's em 1830.

## Publicação e resposta
"The Pit and the Pendulum" foi incluído em The Gift: A Christmas and New Year's Present for 1843, editado por Eliza Leslie e publicado pela Carey & Hart. Foi ligeiramente revisado para uma republicação na edição de 17 de maio de 1845 do Broadway Journal .
William Butler Yeats criticava Poe em geral, chamando-o de "vulgar". Sobre "The Pit and the Pendulum", em particular, ele disse que "não me parece ter valor literário permanente de qualquer tipo... Analise o Poço e o Pêndulo e você encontrará um apelo aos nervos por meio de amedrontamentos físicos espalhafatosos".

## Adaptação para o Cinema
O Poço e o Pêndulo (The Pit and the Pendulum, no original) é um filme de terror de 1961, dirigido por Roger Corman e estrelando Vincent Price e Barbara Steele.  A adaptação e considerada como tendo uma semelhança minima com o conto original e os aparelhos de tortura que dão origem ao titulo aparecem apenas nos 10 minutos finais do filme.
Em 1991 outra adaptação foi feita mas também considerada infiel ao conto.